# Reação de Paul-Bunnell-Davidsohn
A reação de Paul-Bunnell-Davidsohn ou reação de Paul-Bunnell destina-se ao diagnóstico de mononucleose infecciosa. Podem ser utilizados o exame hematológico ou exame sorológico, para o diagnóstico.